# Paul Bernays
Paul Bernays (Londen, 17 oktober 1888 - Zürich, 18 september 1977) was een Zwitsers wiskundige en logicus. Hij is bekend geworden door het boek Grundlagen der Mathematik uit 1934 dat hij in samenwerking met David Hilbert heeft geschreven. Daarna werkte hij jarenlang aan de axiomatische verzamelingenleer, die mede naar hem, de Von Neumann-Bernays-Gödel-verzamelingenleer, is genoemd.

## Levensloop
Bernays is geboren in een Duits-joodse familie van geleerden in het Zwitserse Zürich. Na enige jaren in Londen, verhuisde hij met zijn familie in 1895 naar Berlijn. Hier volgde hij het gymnasium en ontwikkelde een sterke interesse in muziek en in wiskunde. 

Bernays, 1914

Bernays koos voor de wiskundestudie, eerst aan de Technische Hogeschool van Berlijn en vanaf 1909 aan de Georg-August-Universität in Göttingen. In 1912 sloot hij zijn studie af met een dissertatie over Edmund Landau. 
Na zijn studie raakte hij betrokken bij de kring van de filosoof Leonard Nelson, de Neuen Fries’schen Schule genoemd naar de Duitse filosoof Jakob Friedrich Fries (1773-1843). In 1912 begon hij als privatdozent in Zürich. 
Op uitnodiging van David Hilbert keerde hij in 1917 terug naar de Universiteit van Göttingen als docent, en werd daar in  1922 universitair hoofddocent. Nadat hij in 1933 als Joodse medewerker werd ontslagen verloor hij zijn baan in Göttingen in 1933 en keerde daarna terug naar Zürich. 
Van 1945 tot 1958 was Bernays professor aan de ETH Zürich. In 1947 richtte hij samen met Gaston Bachelard en Ferdinand Gonseth het filosofische tijdschrift Dialectica op.

## Werk
Samen met David Hilbert werkte Bernays aan de grondbegrippen der geometrie en wiskunde, en publiceerde samen in 1934 een boek over de grondslagen van de wiskunde. Hij werkte verder aan de axiomatische verzamelingenleer, die later in de naar hem vernoemde Von Neumann-Bernays-Gödel-verzamelingenleer is uitgewerkt. Hij bundelde en verzorgde verder ook de publicatie van de verzamelde geschriften van Leonard Nelson.

## Publicaties
- David Hilbert und Paul Bernays. Grundlagen der Mathematik I–II, Grundlehren der mathematischen Wissenschaften. Berlin: Springer, 1934-1939.
- Bernays, Paul. Axiomatic set theory, Studies in Logic and the Foundations of Mathematics, Amsterdam: North-Holland, 1958.
- Bernays, Paul. Abhandlungen zur Philosophie der Mathematik, Darmstadt: Wissenschaftliche Buchgesellschaft, 1976.

Artikelen, een selectie
- Paul Bernays. "A System of Axiomatic Set Theory I-VII," in: Journal of Symbolic Logic, (1937-54)